# Гревцова Лілія Іванівна
Лі́лія Іва́нівна Гревцо́ва (нар. 7 травня 1974, Київ) — українська оперна і джазова співачка (сопрано), солістка Національної опери України з 2000 року, народна артистка України (2016).

## Життєпис
Лілія Гревцова народилась 7 травня 1974 року в співочій родині заслужених артистів УРСР Івана Гревцова і Мері Вихрової.. Її дитинство пройшло в Ялті.
1994 — закінчила Київське державне музичне училище ім. Р. М. Глієра по класу фортепіано.
1993—1994 — солістка Зразково-показового оркестру Міністерства оборони України.
1995 — співала у вокальному ансамблі «Джаз-експромпт».
З 2000 — солістка Національної опери України.
2002 — закінчила Національну музичну академію України ім. П. І. Чайковського (клас О. Вострякова).
Її унікальність — у дивовижному поєднанні двох стилів виконання — джазового і академічного.
Виступала з Національною заслуженою академічною капелою України «Думка», камерним оркестром «Київська камерата».
Гастролювала у Франції, Іспанії, Німеччині, Швейцарії, Нідерландах, Данії, Росії, Китаї, Японії та інших країнах світу.

## Участь у фестивалях
- «Осінній джазовий марафон» (Київ; 1993 — з бігбендом Київського музичного училища під керівництвом Анатолія Шарфмана, 1994 — з оркестром Київського цирку під керівництвом Марка Резницького)
- «Jazz Fest» (Суми; 1994, 1995) з ансамблем Євгена Дергунова

## Звання і нагороди
- Лауреат міжнародних вокальних конкурсів (естрадних і академічних):
  - конкурс ім. В. Івасюка (Чернівці, 1993)
  - конкурс «Ялта—Москва—Транзит» (Ялта, 1993)
  - конкурс вокалістів ім. І. Алчевського (2001)
  - конкурс оперних співаків ім. С. Крушельницької (Львів, 2003)
- Спеціальний приз «Найкращий голос конкурсу» на Міжнародному конкурсі в Будапешті (2001) за найкраще виконання партії Джульєтти («Ромео і Джульєтта» Ш. Гуно)
- Заслужена артистка України (2008)[3]
- Народна артистка України (2016)

## Партії
- Джульєтта, Маргарита («Ромео і Джульєтта», «Фауст» Ш. Гуно)
- Віолетта, Джільда, Оскар («Травіата», «Ріголетто», «Бал-маскарад» Дж. Верді)
- Мікаелла («Кармен» Ж. Бізе)
- Мюзета, Ліу («Богема», «Турандот» Дж. Пуччіні)
- Нінетта («Любов до трьох апельсинів» С. Прокоф'єва)
- Кароліна («Таємний шлюб» Д. Чімарози)
- Іоланта («Іоланта» П. Чайковського)
- Аддіна («Таємний шлюб» Г. Доніцетті)

## Інші жанри
В кантатно-ораторіальному жанрі брала участь у виконанні: «Credo» К. Пендерецького, «Меси С-dur» Л. Бетховена, Ораторії «Paulus» Ф. Мендельсона, «Реквієм» В. Моцарта, ораторії «Дзвони» С. Рахманінова.